# Hertford County
Hertford County ist ein County im Bundesstaat North Carolina der Vereinigten Staaten. Der Verwaltungssitz (County Seat) ist Winton, benannt nach Benjamin Wynns, der das Land für die Stadt stiftete.

## Geographie
Das County liegt im Nordosten von North Carolina, grenzt im Norden an Virginia, ist im Osten etwa 120 km vom Atlantik entfernt und hat eine Fläche von 933 Quadratkilometern, wovon 19 Quadratkilometer Wasserfläche sind. Es grenzt im Uhrzeigersinn an folgende Countys: Gates County, Chowan County, Bertie County und Northampton County.
Hertford County ist in sechs Townships aufgeteilt: Ahoskie, Harrellsville, Maneys Neck, Murfreesboro, St. Johns und Winton.

## Geschichte
Hertford County wurde am 1. Mai 1760 aus Teilen des Bertie County, Chowan County und des Northampton County gebildet. Benannt wurde es nach Francis Seymour Conway, Earl of Hertford.

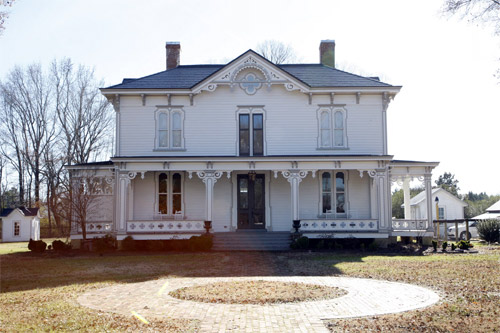
Das David A. Barnes House (2014) ist einer von 31 Einträgen des Countys im National Register of Historic Places.

31 Bauwerke und Stätten des Countys sind insgesamt im National Register of Historic Places eingetragen (Stand 3. März 2018).

## Demografische Daten
Nach der Volkszählung im Jahr 2000 lebten im Hertford County 22.601 Menschen. Davon wohnten 420 Personen in Sammelunterkünften, die anderen Einwohner lebten in 8.953 Haushalten und 6.240 Familien. Die Bevölkerungsdichte betrug 25 Einwohner pro Quadratkilometer. Ethnisch betrachtet setzte sich die Bevölkerung zusammen aus 37,45 Prozent Weißen, 59,55 Prozent Afroamerikanern, 1,19 Prozent amerikanischen Ureinwohnern, 0,31 Prozent Asiaten, 0,02 Prozent Bewohnern aus dem pazifischen Inselraum und 0,65 Prozent aus anderen ethnischen Gruppen; 0,82 Prozent stammten von zwei oder mehr Ethnien ab. 1,57 Prozent der Bevölkerung waren spanischer oder lateinamerikanischer Abstammung.
Von den 8.953 Haushalten hatten 30,0 Prozent Kinder unter 18 Jahren, die bei ihnen lebten. 45,8 Prozent davon waren verheiratete, zusammenlebende Paare, 19,5 Prozent waren allein erziehende Mütter und 30,3 Prozent waren keine Familien. 26,9 Prozent waren Singlehaushalte und in 12,1 Prozent lebten Menschen mit 65 Jahren oder älter. Die Durchschnittshaushaltsgröße betrug 2,48 und die durchschnittliche Familiengröße war 2,99 Personen.
25,3 Prozent der Bevölkerung waren unter 18 Jahre alt. 7,8 Prozent zwischen 18 und 24 Jahre, 26,3 Prozent zwischen 25 und 44 Jahre, 24,8 Prozent zwischen 45 und 64, und 15,8 Prozent waren 65 Jahre alt oder Älter. Das Durchschnittsalter betrug 39 Jahre. Auf alle weibliche Personen kamen 85,0 männliche Personen. Auf alle Frauen im Alter von 18 Jahren oder darüber kamen 79,5 Männer.
Das jährliche Durchschnittseinkommen eines Haushalts betrug 26.422 US-$ und das jährliche Durchschnittseinkommen einer Familie betrug 32.002 $. Männer hatten ein durchschnittliches Einkommen von 26.730 $, Frauen 20.144 $. Das Prokopfeinkommen betrug 15.641 $. 18,3 Prozent der Bevölkerung und 15,9 Prozent der Familien lebten unterhalb der Armutsgrenze. Darunter waren 21,3 Prozent der Kinder und Jugendlichen unter 18 Jahren und 21,0 Prozent der Senioren ab 65 Jahren.